# Matthew Raper

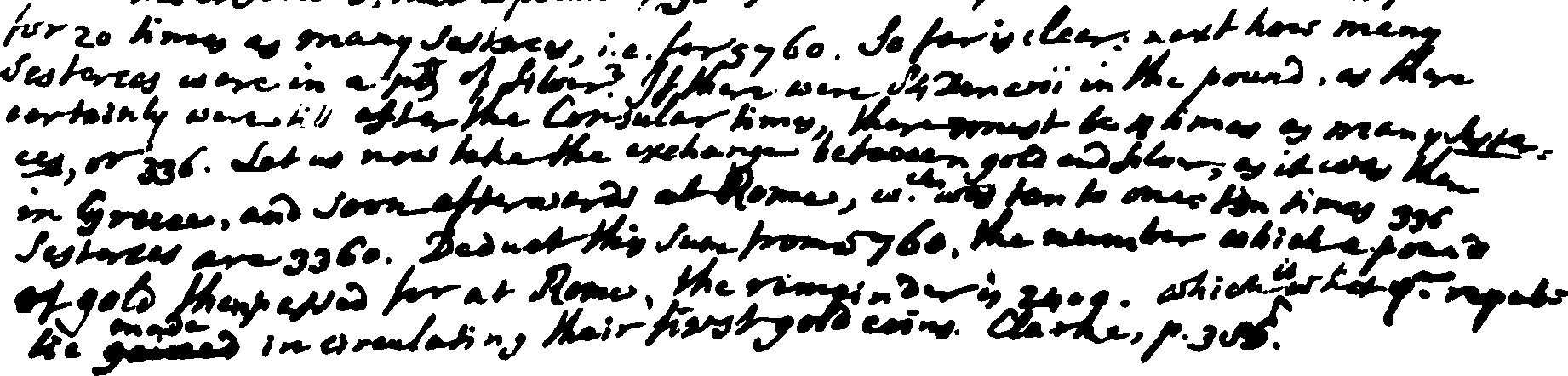
Extrait de "An Inquiry into the Measure of the Roman Foot"

Matthew Raper (1705–1778) est un astronome, mathématicien et érudit britannique dans divers domaines. Il a publié des articles sur divers sujets, notamment la monnaie grecque antique et la monnaie romaine, ainsi que leurs mesures et leur histoire à partir de textes grecs et latins.

## Biographie
Raper est élu à la Royal Society le 30 mai 1754 et reçoit la médaille Copley en 1771 pour un article "Enquête sur la valeur de la monnaie grecque et romaine antique" . Il traduit Dissertation on the Gipseys de l'original allemand de Heinrich Grellman et écrit divers articles tels que "An Inquiry into the Measure of the Roman Foot" (1760) et "Observations on the Moon's Eclipse, March 17., and the Sun's Eclipse, 1er avril 1764." .
Le père de Matthew Raper s'appelait également Matthew et lui laisse le manoir de Thorley, Hertfordshire, à sa mort en 1748. Raper installe un observatoire sur le toit du manoir; à sa mort en 1778, les droits seigneuriaux passent à son frère John Raper.